# Relaciones Estados Unidos-Senegal
Las relaciones Estados Unidos-Senegal son las relaciones diplomáticas entre Estados Unidos y Senegal. Senegal es una de las naciones más pro-americanas del mundo, con un 69% de su población viendo a los Estados Unidos favorablemente, aumentando al 81% en 2013, bajando un poco al 74% en 2014. De acuerdo con el Informe de liderazgo global de EE. UU. de 2012, el 79% de los senegaleses aprueba el liderazgo de EE. UU., con un 20% de desaprobación.

## Historia

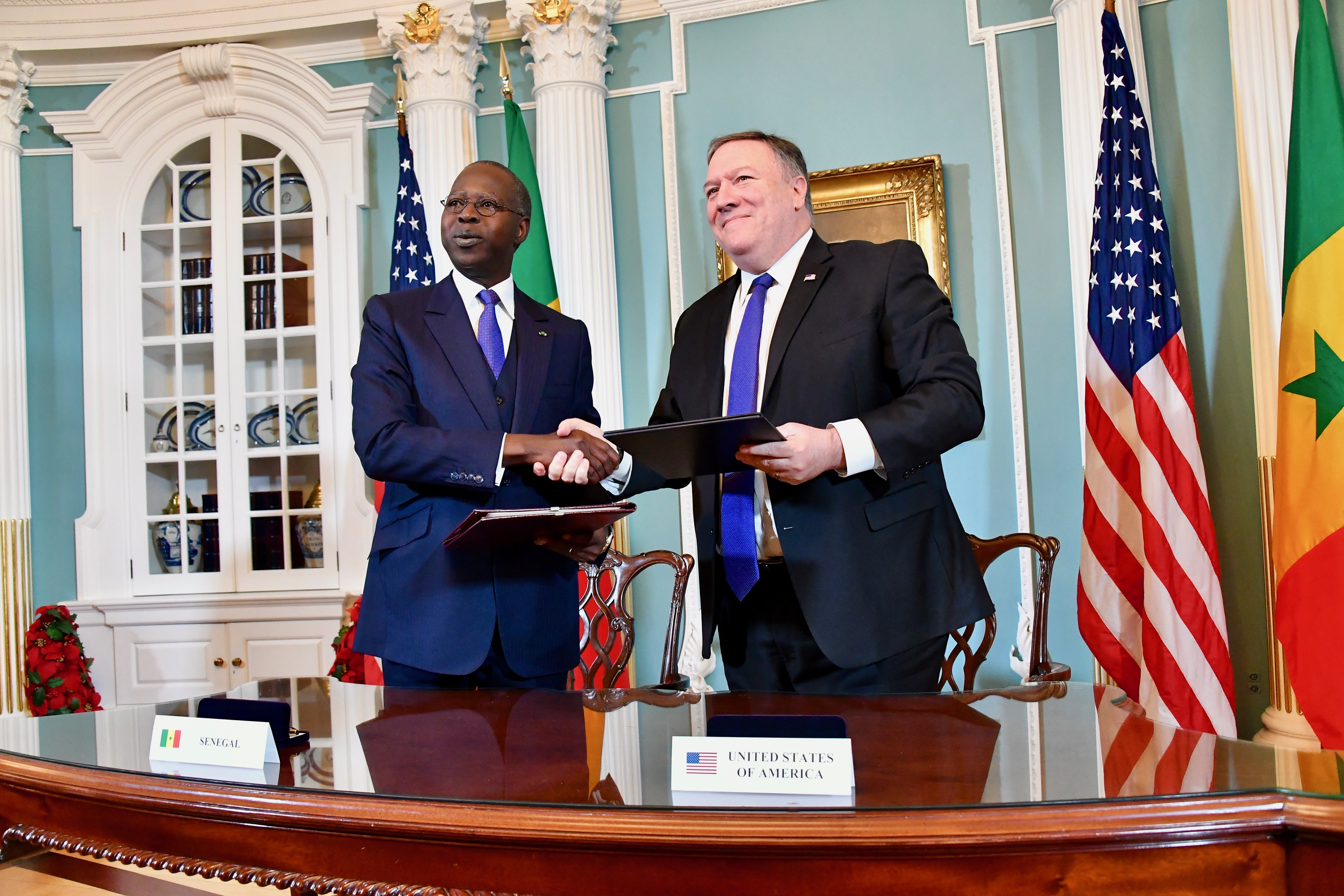
El primer ministro senegalés Mahammed Boun Abdallah Dionne (izquierda) y el secretario de Estado de los Estados Unidos Michael Pompeo (derecha) en diciembre de 2018

Senegal goza de una excelente relación con los Estados Unidos, y este último proporciona una asistencia económica y técnica considerable. El Gobierno de Senegal es conocido y respetado por su capacidad diplomática y ha apoyado a menudo a los Estados Unidos en Naciones Unidas, incluso con contribuciones de tropas para mantenimiento de la paz actividades.
Cerca de 300 estudiantes senegaleses vienen a los Estados Unidos cada año para estudiar. El presidente Diouf realizó su primera visita oficial a Washington D. C., en agosto de 1983 y luego viajó varias veces a los EE. UU. Senegal fue la primera parada del presidente George W. Bush en su visita de julio de 2003 a África. En junio de 2001, el presidente Wade se reunió con el presidente Bush en la Casa Blanca. Senegal fue sede de la Segunda Cumbre Africano-Afroamericana en 1995. La primera dama Hillary Clinton comenzó su viaje a África en marzo de 1997 con una visita a Senegal, y el presidente Bill Clinton visitó Senegal en 1998. Subsecretaria para Asuntos africanos Walter Kansteiner visitó Senegal en agosto de 2001. El Ministro de Relaciones Exteriores Gadio se reunió con el Secretario de Estado Colin Powell en septiembre y noviembre de 2001. Senegal tomó una posición firme contra el terrorismo en el Como consecuencia de los  11 de septiembre de 2001 ataques terroristas contra los EE. UU., y en octubre de 2001 se celebró una conferencia que establece el Pacto Africano contra el Terrorismo. El 20 de julio de 2005, la secretaria Rice asistió al cuarto foro anual Ley de Crecimiento y Oportunidad de África (AGOA) celebrado en Dakar, Senegal. El Foro de ese año se centró en aumentar las iniciativas de inversión y facilitar el desarrollo económico y político en África. En junio de 2007, la primera dama Laura Bush hizo su primera parada en Senegal durante una gira por cuatro países de África en apoyo de la Iniciativa de Malaria del Presidente (PMI) y el Plan de Emergencia para Alivio del SIDA (PEPFAR).
Los Agencia de los Estados Unidos para el Desarrollo Internacional (USAID) implementa el programa de asistencia para el desarrollo del gobierno de los Estados Unidos. La estrategia de USAID se centra en promover el crecimiento económico / desarrollo del sector privado al expandir microfinanzas y servicios de desarrollo empresarial y comercializar productos naturales y no tradicionales; mejorar la prestación local de servicios y el uso sostenible de los recursos; mayor uso de servicios de salud descentralizados; y mejorar la educación media, especialmente para las niñas. Además, existe un programa de resolución de conflictos y rehabilitación para mejorar las condiciones de paz en las dos regiones del sur de Senegal conocidas como "Casamance". USAID proporcionará $ 29.9 millones en asistencia para el desarrollo a Senegal en el año fiscal 2005.
El programa Peace Corps en Senegal tiene aproximadamente 150 voluntarios que prestan servicios en agricultura, silvicultura, salud y desarrollo de pequeñas empresas. La Sección de Asuntos Culturales de los Estados Unidos Embajada administra los programas de intercambio Fulbright, Humphrey y Visitantes Internacionales. Los programas de profesor, investigador y profesor de Fulbright son intercambios bidireccionales; por lo tanto, la sección también apoya a los concesionarios estadounidenses en Senegal durante su estancia. Además de los intercambios, la sección organiza numerosos programas para el público senegalés que incluyen programas de oradores en los Estados Unidos, programas de bellas artes, festivales de cine y un club de lectura. Finalmente, la sección organiza un coloquio regional anual para profesionales de estudios estadounidenses, periodistas y líderes cívicos de más de 15 países de África.

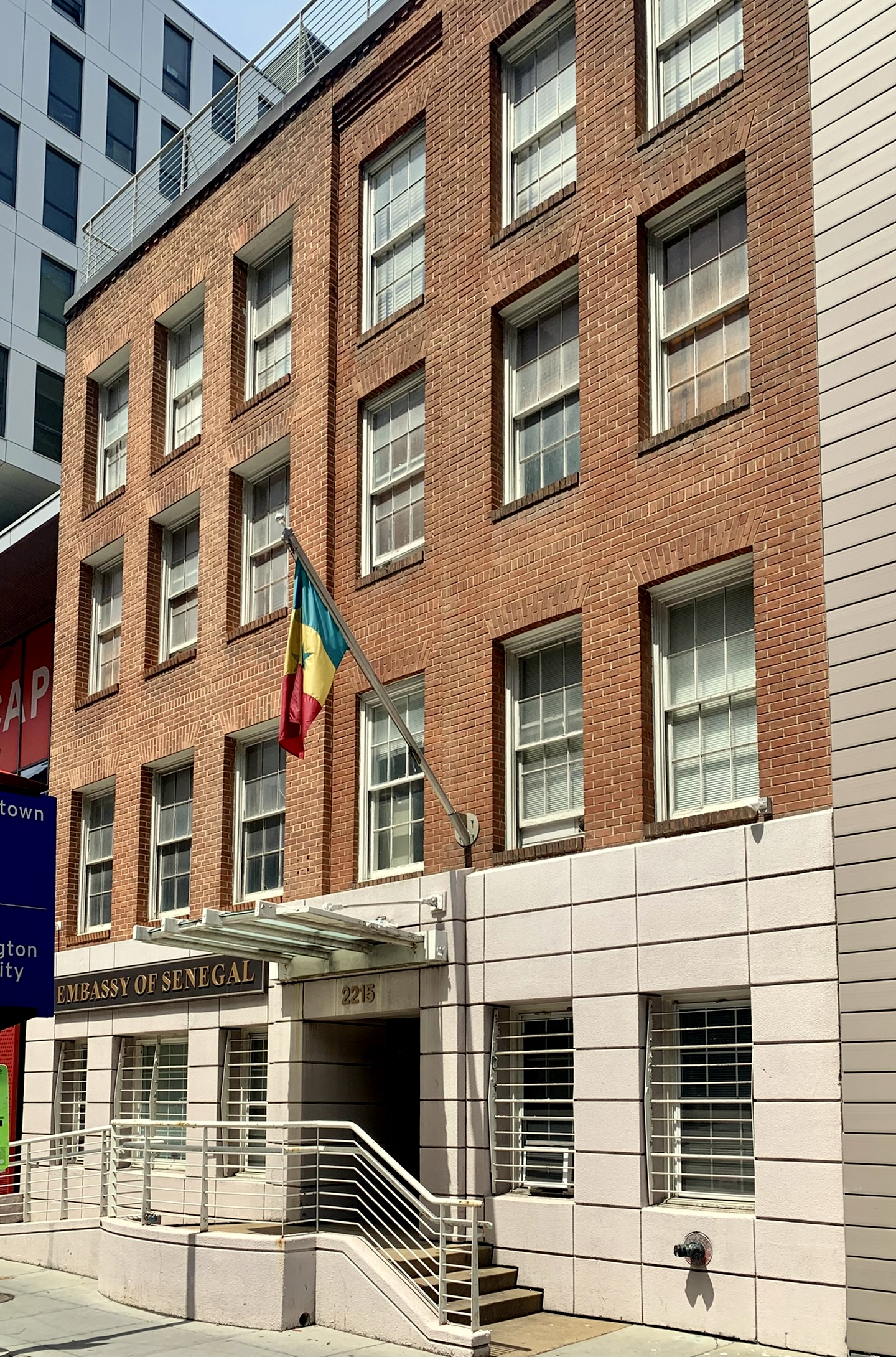
Embajada de Senegal en Washington D. C.

Los principales funcionarios de los Estados Unidos incluyen:
- Embajador - James P. Zumwalt
- Encargado de negocios - Martina Boustani
- Director de USAID — Kevin Mullaly
- Director del Cuerpo de Paz — Christopher Hendrick
- Agregado de Defensa — COL Darryl E. Dennis, USAR
- Oficina de Cooperación de Defensa COL Ross Clemmons
- Consejero político: David Mosby
- Consejero económico: Wallace Bain
- Oficial de Asuntos Públicos — Robin Diallo
- Oficial Consular — James David Loveland
- Oficial de Gestión — Salvatore Piazza

Los Estados Unidos mantienen una  embajada en Dakar, Senegal.